# Pesto (začimba)
Pésto je začimbna omaka v obliki paste. Izvira iz italijanske kuhinje in se uporablja predvsem skupaj s testeninami in rezanci.
Najbolj znan je Pesto alla genovese iz Genove v Liguriji (Italija). Sestavljen je iz sveže bazilike, jedrc pinije, pecorino sardo (ali namesto njega parmezan), soli, česna in olivnega olja. Vse sestavine se nasekljajo in strejo v možnarju v pasto. Razredčen z malo tople vode se doda kuhanim testeninam (praviloma kratkim, Pasta corta). Dodaja se tudi drugim jedem (npr. minestroneju).
Danes se dobi tudi industrijsko pripravljeni pesto, vendar se ne more kosati s sveže pripravljenim.